# Trofeo de Tramuntana Soller-Deia 2019
La 28e édition du Trofeo de Tramuntana Soller-Deia a lieu le 2 février 2019, sur un parcours de 140,1 kilomètres tracé dans les Îles Baléares en Espagne, entre Sóller et Deià. La course est la troisième manche du Challenge de Majorque 2019 et fait partie du calendrier UCI Europe Tour 2019 en catégorie 1.1 et de la Coupe d'Espagne.

## Présentation

### Équipes
24 équipes participent à la course - 6 WorldTeams, 10 équipes continentales professionnelles, 7 équipes continentales et l'équipe nationale espagnole :
| UCI WorldTeams  | UCI WorldTeams      | UCI WorldTeams |
| Nom de l'équipe | Pays                | Code           |
| --------------- | ------------------- | -------------- |
| Movistar        | Espagne             | MTS            |
| Lotto-Soudal    | Belgique            | LTS            |
| Katusha-Alpecin | Suisse              | TKA            |
| Trek-Segafredo  | États-Unis          | TFS            |
| UAE Emirates    | Émirats arabes unis | UAD            |
| Bora-Hansgrohe  | Allemagne           | BOH            |

| Équipes continentales professionnelles | Équipes continentales professionnelles | Équipes continentales professionnelles |
| Nom de l'équipe                        | Pays                                   | Code                                   |
| -------------------------------------- | -------------------------------------- | -------------------------------------- |
| Arkéa-Samsic                           | France                                 | PCB                                    |
| Caja Rural-Seguros RGA                 | Espagne                                | CJR                                    |
| Cofidis                                | France                                 | COF                                    |
| Euskadi Basque Country-Murias          | Espagne                                | EUS                                    |
| Direct Énergie                         | France                                 | TDE                                    |
| Israel Cycling Academy                 | Israël                                 | ICA                                    |
| Rally UHC                              | États-Unis                             | RLY                                    |
| Roompot-Charles                        | Pays-Bas                               | ROC                                    |
| Sport Vlaanderen-Baloise               | Belgique                               | SVB                                    |
| Wanty-Gobert                           | Belgique                               | TFS                                    |

| Équipes continentales     | Équipes continentales | Équipes continentales |
| Nom de l'équipe           | Pays                  | Code                  |
| ------------------------- | --------------------- | --------------------- |
| Amore & Vita-Prodir       | Lettonie              | AMO                   |
| Bike Aid                  | Allemagne             | BAI                   |
| Canyon DHB-Bloor Homes    | Royaume-Uni           | DHB                   |
| EvoPro Racing             | Irlande               | EVO                   |
| Fundación Euskadi         | Espagne               | EUK                   |
| Interpro Cycling Academy  | Japon                 | IPC                   |
| Sauerland NRW-SKS Germany | Allemagne             | SVL                   |

| Équipe nationale | Équipe nationale | Équipe nationale |
| Nom de l'équipe  | Pays             | Code             |
| ---------------- | ---------------- | ---------------- |
| Espagne          | Espagne          |                  |

## Classement final
| \| Classement général \| Classement général \| Classement général \| Classement général \| Classement général \| \| Coureur \| Coureur \| Pays \| Équipe \| Temps \| \| ------------------ \| ------------------ \| ------------------ \| ------------------ \| ------------------ \| \| 1er \| Tim Wellens \| Belgique \| Lotto-Soudal \| 4 h 50 min 40 s \| \| 2e \| Emanuel Buchmann \| Allemagne \| Bora-Hansgrohe \| + 14 s \| \| 3e \| Alejandro Valverde \| Espagne \| Movistar Team \| + 1 min 02 s \| \| 4e \| Sergio Higuita \| Colombie \| Fundación Euskadi \| + 1 min 19 s \| \| 5e \| Simon Špilak \| Slovénie \| Katusha-Alpecin \| + 1 min 33 s \| \| 6e \| Nélson Oliveira \| Portugal \| Movistar Team \| + 1 min 46 s \| \| 7e \| Guillaume Martin \| France \| Wanty-Gobert \| + 1 min 46 s \| \| 8e \| Pieter Weening \| Pays-Bas \| Roompot-Charles \| + 1 min 46 s \| \| 9e \| José Joaquín Rojas \| Espagne \| Movistar Team \| + 1 min 49 s \| \| 10e \| Giulio Ciccone \| Italie \| Trek-Segafredo \| + 1 min 49 s \| |                    |           |                   |                 |
| |                    |           |                   |                 |
| Source : ProCyclingStats |                    |           |                   |                 |
| Classement général |                    |           |                   |                 |
| Coureur | Coureur            | Pays      | Équipe            | Temps           |
| 1er | Tim Wellens        | Belgique  | Lotto-Soudal      | 4 h 50 min 40 s |
| 2e | Emanuel Buchmann   | Allemagne | Bora-Hansgrohe    | + 14 s          |
| 3e | Alejandro Valverde | Espagne   | Movistar Team     | + 1 min 02 s    |
| 4e | Sergio Higuita     | Colombie  | Fundación Euskadi | + 1 min 19 s    |
| 5e | Simon Špilak       | Slovénie  | Katusha-Alpecin   | + 1 min 33 s    |
| 6e | Nélson Oliveira    | Portugal  | Movistar Team     | + 1 min 46 s    |
| 7e | Guillaume Martin   | France    | Wanty-Gobert      | + 1 min 46 s    |
| 8e | Pieter Weening     | Pays-Bas  | Roompot-Charles   | + 1 min 46 s    |
| 9e | José Joaquín Rojas | Espagne   | Movistar Team     | + 1 min 49 s    |
| 10e | Giulio Ciccone     | Italie    | Trek-Segafredo    | + 1 min 49 s    |

## Classements UCI
La course attribue aux coureurs pour le Classement mondial UCI 2019 selon le barème suivant :
| Position           | 1er | 2e | 3e | 4e | 5e | 6e | 7e | 8e | 9e | 10e | 11e | 12e | 13e à 15e | 16e à 25e |
| Classement général | 125 | 85 | 70 | 60 | 50 | 40 | 35 | 30 | 25 | 20  | 15  | 10  | 5         | 3         |